# Tadija Janičić
Tadija Janičić (Nikšić, Crna Gora, 25. veljače 1980.), crnogorski slikar.

## Samostalne izložbe
- 2008. Galerija kulturnog centra, Novi Sad (slike)
- 2007. Galerija „PAC“, Murska Sobota, Slovenija (slike)
- 2007. Galerija Doma omladine Beograda (slike)
- 2007. Galerija Vojvođanske banke, Novi Sad (slike)
- 2007. Galerija „Tableau“, Novi Sad (crteži)
- 2005. Galerija „Tableau“, Novi Sad (slike)
- 2005. Art Klinika, Novi Sad (crteži)
- 2003. Galerija „Alterlibre“,Osaka, Japan (crteži)
- 2003. Galerija „Den“, Tokio, Japan (crteži)

## Skupne izložbe:
- 2007. „Figura, sudbina, komentari“, Galerija kulturnog centra, Beograd
- 2006. „Grad, umetnička pozornica“, Novi Sad
- 2005. „Art klinika u salonu Muzeja savremene umetnosti“, Novi Sad
- 2005. „Umetnički paviljon Cvijeta Zuzorić“, HUGO BOSS Ego (šk)art: New edition, Beograd
- 2005. „Annecy“, Pariz, Francuska
- 2005. OKVF/ Östersunds konstvideofestival, Švedska
- 2004. Muzej „25. maj“, Real Presence, Beograd
- 2003. Galerija Zvono, „Skok u prazno“, Beograd
- 2003. Centar za vizuelnu kulturu „Zlatno oko“, Skok u prazno, Novi Sad

## Nagrade/priznanja:
- 2003. Najbolji mladi stvaralac u kategoriji crtež, u okviru projekta „Perspektive II“, Art klinika
- 2001. Godišnja nagrada za crtež Fakulteta likovnih umjetnosti, Cetinje